# Deseret (film)
Deseret is een experimentele documentaire van de Amerikaanse filmmaker James Benning.
Met Deseret schetst hij een portret van de Amerikaanse staat Utah. De film vertelt de sociale geschiedenis en het ontstaan van de staat aan de hand van een collage van tekstfragmenten en statische, zorgvuldig gecomponeerde beelden. De titel verwijst naar de oorspronkelijke maar afgewezen naam die de mormonen voorstelden voor dit gebied waar ze zich vestigden.
Benning combineerde 93 krantenartikels over gebeurtenissen in Utah die tussen 1852 tot 1991 gepubliceerd werden in de New York Times, met landschapsbeelden die hij daar gedurende 18 maanden (1992-94) en tijdens de verschillende seizoenen van het jaar opnam.
Deseret ging in première op het Sundance Film Festival in 1996.

## Inhoud

### Ontstaan Utah
De tekst vertelt over het turbulente ontstaan van Utah: van de eerste nederzettingen, vervolgingen, slachtpartijen en wraakoefeningen tot het bedwingen van de indianen, de transformatie van de Mormoonse kerk tot een rijke, conservatieve corporatie, en het gebruik van het land als locatie voor atoomenergietesten.

### Mormonen
Veel van de artikels handelen over de Mormoonse gemeenschap onder de leiding van Brigham Young, en hun politieke, culturele en vooral religieuze vestiging in Utah.
Een voorbeeld van een verhaal dat verteld wordt is het ‘Mountain Meadows Massacre’, waarbij meer dan 120 Arkansas-pioniers vermoord werden door mormonen, vermomd als Paiute-indianen.

### Ecologische dreiging
Een ander belangrijk en meer actueel thema in Deseret is de ecologische dreiging die over Utah hangt: De staat wordt door de Amerikaanse overheid gebruikt als plek voor nucleaire proeven, zenuwgastesten, uraniummijnen, en als stortplaats voor radioactief afval. De manier waarop Benning zijn landschappen in beeld brengt toont zowel liefde en respect voor de natuur, als een stil verdriet om de menselijke exploitatie ervan.

## Analyse
Deseret bestaat uit een opeenvolging van statische tableaus van het landschap van Utah: meren, uitgestrekte vlaktes, ondergesneeuwde dennenbomen, Mormoonse kerken, indianenschilderingen op rotsen, af en toe menselijke figuren, overheidsgebouwen, indrukwekkende canyons, begraafplaatsen, boortorens, rivieren, snelwegen, verlaten huizen, treinsporen, etc.
De compositie van de beelden in Deseret is erg strikt: duidelijk gekaderd en minimalistisch in hun kalme observatie van het landschap via long shots.
De volledige film is opgenomen in 16-mm. James Benning geeft de voorkeur aan deze analoge manier van opnemen in plaats van digitaal, omdat 16-mm bepaalde beperkingen in zich meedraagt die hem helpen structuur te brengen in zijn films.
De minimalistische beelden vormen een eenheid met de tekst: 93 verhalen over Utah uit de New York Times, ingekort tot 8 à 10 zinnen en in voice-over voorgelezen door Fred Gardner. Soms wordt de tekst begeleid en geïllustreerd door de beelden, soms zijn de beelden een echo van wat verteld wordt, en soms staan ze met elkaar in contrast. Over het algemeen kan gezegd worden dat de overvloed aan informatie op de geluidsband in evenwicht gehouden wordt door de stille, statische beelden.
Benning verbindt de beelden met de tekst in een zeer formalistische structuur. Elke sequentie bevat steeds 1 shot dat rechtstreeks verwijst naar de locatie waar de historische gebeurtenis heeft plaatsgevonden. Meestal wordt diezelfde locatie getoond, maar de verwijzing gebeurt af en toe ook op een metaforisch niveau.
Het geluid is even strikt geregisseerd als het landschap: elk shot duurt even lang als een zin. Dit benadrukt het verstrijken van zowel de historische als de filmische tijd.
Op deze manier reflecteert de film ook op taal en de evolutie van journalistiek: in de beginjaren gaf de New York Times een zeer uitgebreide en gedetailleerde uitleg over de gebeurtenissen. Daardoor duren de zinnen en dus ook de beelden langer, en volgt de film een trager tempo. Maar naarmate we het heden naderen, wordt de taal korter en komt het tempo hoger te liggen.
De verschillende krantenartikels worden telkens opgevolgd door een shot zonder voice-over, waarin het "diëgetische geluid" (bv. het ruisen van bladeren) overheerst. Ook deze tussenshots worden steeds korter naar het einde van de film toe (van 30 seconden in het begin naar 10 op het einde), en hebben als belangrijkste functie de verschillende verhalen van elkaar te scheiden. Daarnaast wordt elk artikel aangeduid met de datum van publicatie in sierlijke, klassieke letters onderaan in het beeld. Vanaf 1896, het jaar waarin Utah als staat erkend werd, wordt een moderner lettertype gebruikt. Op dit moment in de geschiedenis neemt The New York Times een andere houding aan tegenover de nieuw gevormde staat. Utah wordt vanaf dan beschouwd als een model voor een bepaald aspect van de Amerikaanse geschiedenis.
Wanneer dit jaartal bereikt wordt, vindt een nog grotere verandering plaats in de film: Benning schakelt over van zwart-witbeelden naar kleur.

## Confrontatie
James Benning hanteert een centrale strategie in Deseret: de confrontatie tussen natuur en cultuur. De film bestaat uit een opeenvolging van natuurlijke en culturele landschappen. De natuurlijke landschappen worden geconfronteerd met industriële en stedelijke ruimtes.
Benning toont ook de sporen van de oorspronkelijke bewoners van het gebied in de vorm van rotsschilderingen door Navajo indianen of verlaten pueblo’s, en plaatst die in contrast met de aanwezigheid van de huidige bevolking in steden, fabrieken, via architectuur, etc.
Benning beschouwt het landschap als een plek van menselijke (inter)actie, een plek getekend door historische en culturele processen.

## Interpretaties
Deseret vertelt het verhaal van Utah op een niet-conventionele narratieve manier. James Bennings narratieve aanpak past niet binnen de geschiedenis van narratieve cinema, noch binnen die van de gecanoniseerde avant-gardefilms. De film behoudt plaats voor de interpretatie van de toeschouwer.
Het verhaal van Utah dat verteld wordt in Deseret zou geïnterpreteerd kunnen worden als het verlies van de Amerikaanse onschuld: van de beproevingen en vervolgingen van de mormonen, de gevechten met de indianen, de strijd om een staat te worden, tot Utah als plaats voor kernproeven, zenuwgastesten en gifafval.
Benning probeert met zijn werk het publiek te transformeren, een meer actief sensueel bewustzijn van de wereld aan te wakkeren. Dit bewustzijn gaat in tegen de neiging naar overvloedige afleiding en hysterische consumptie in onze cultuur. Hij wil toeschouwers anders leren kijken en luisteren door de filmervaring, hen aandachtiger en meer bewust maken van wat er zich rondom ons bevindt. Benning beschrijft zijn films als een tegengif voor consumentisme. Hij maakt ze zo goedkoop mogelijk, en zorgt ervoor dat ze zelf geen consumeerbare producten worden; je kan zijn films bijvoorbeeld niet vinden op video of dvd.

## Situering in het oeuvre van de cineast
James Benning hield zich bij zijn vroegste films vooral bezig met vorm en narratief. Vanaf de jaren 1980 introduceerde hij geleidelijk aan persoonlijke en documentaire elementen. Tegelijkertijd nam zijn interesse in de thema’s van geschiedenis, herinnering en dood toe. Daaruit ontstonden films als American Dreams (1983), Landscape Suicide (1988) en Deseret.
Representaties van landschappen en stadsgezichten zijn kenmerkend voor James Bennings hele oeuvre. Maar het landschap als onderwerp op zich vormt pas een definitief thema vanaf de film North On Evers uit 1991. De films die hij vanaf de vroege jaren 90 maakt, waaronder Deseret, horen thuis onder noemers als ‘place portrait films’ of ‘landschapsfilms’. De focus op landschappen in zijn werk heeft te maken met het feit dat Benning rond die tijd van New York naar Val Verde verhuisde, een kleine en tamelijk afgelegen vallei in Californië. Hier concentreerde hij zich op de relatie tussen landschap en fysieke ruimte, en zowel de individuele als collectieve verhalen die zich daartussen afspelen. Hij ontwikkelde vormelijk heel uiteenlopende manieren om die relatie om te zetten naar het medium film, en gebruikte daarbij nieuwe manieren om met tekst en beeld te werken.

## Situering in bepaalde stromingen

### Landschapskunst
James Bennings films tonen een grote fascinatie voor het landschap. Benning over deze interesse:
“Ik geniet ervan buiten te zijn, en ik kijk graag. Ik hou van wandelen, en van wat je voelt wanneer je je in een landschap bevindt, hoe je jezelf kan meten tegen het landschap, en de manier waarop het landschap je in een behoorlijk perspectief plaatst.”
De beelden van het landschap in Deseret roepen associaties op met de klassieke Amerikaanse landschapschilderkunst, bijvoorbeeld het werk van Albert Bierstadt en Frederic Edwin Church die in de 19de eeuw het onaangeroerde landschap van de ‘Nieuwe Wereld’ probeerden vast te leggen. Benning is erg vertrouwd met het werk van de Hudson River schilders, vooral met dat van Frederic Edwin Church en Thomas Cole. Bijgevolg doen sommige shots denken aan klassieke westerns zoals die van John Ford, die zich ook sterk baseerde op die 19de-eeuwse Amerikaanse schilderkunst.
Daarnaast wordt James Benning ook zeer dikwijls geassocieerd met fotograaf Ansel Adams, wiens werk vooral bestaat uit het representeren van het Amerikaanse landschap, waarbij hij net als Benning veel aandacht geeft aan de grandeur van het landschap in Utah.
Een ander element dat deze film aan het genre van landschapskunst linkt is Spiral Jetty, het bekende landschapskunstwerk van Robert Smithson in het Great Salt Lake in Utah. Dit kunstwerk duikt drie keer op in Deseret. In de eerste helft van de film wordt de Spiral getoond via een shot, een tweede keer wordt er in het jaar 1970 over gesproken in de New York Times, en ten derde heeft Benning de structuur van de film gemaakt als een spiraal: de tweede helft van de film plooit terug op de eerste, en de manier waarop de zinnen steeds korter worden en de film steeds sneller gaat vergelijkt Benning met de krullen van Spiral Jetty die korter en korter worden naar het midden toe.

### Long take cinema
James Bennings constante exploratie van de filmische tijd maakt dat zijn werk thuishoort binnen de geschiedenis van de "long take cinema", zoals het werk van Jean-Maire Straub en Danièle Huillet, Orson Welles, en anderen.
P. Adams Sitney schreef over verschillende kenmerkende manieren waarop landschap gerepresenteerd kan worden in film: met een mobiele camera via pan of tracking shots, of via het centrale perspectief van het long shot. Dit zijn al sinds de beginjaren van cinema gevestigde conventies. Benning heeft doorheen zijn carrière gebruikgemaakt van elk van deze representatiemethoden, maar vooral het long shot domineert in zijn werk. Tijdens het maken van Deseret onderzocht hij de esthetische en narratieve mogelijkheden van het long shot.

### Structuralisme
Benning beschouwt zichzelf niet als een structuralistisch filmmaker, omdat hij naar eigen zeggen meer te vertellen heeft dan de meeste formalistische experimenten doen. Hij vindt zichzelf meer een ‘dagboekpersoon’: zijn werk is persoonlijker dan dat van structuralisten.
Toch vertonen Bennings films onmiskenbaar een link met het structuralisme. Zijn werk wordt vaak vergeleken met onder andere dat van Michael Snow en Hollis Frampton: ook Benning doet met zijn films onderzoek naar de relatie tussen beeld en geluid. Zijn wiskundige achtergrond (Benning studeerde wiskunde aan de Universiteit van Wisconsin) maakt dat het structuralisme in zijn films zich vooral manifesteert in de strenge compositielogica die hij hanteert. Bovendien benadert hij het kunstenaarschap als ‘problemen oplossen’, zoals bij wiskundige vraagstukken.

## Invloed
De belangrijkste vernieuwing die Benning ontwikkelde is het gebruik van een narratief om de formele mogelijkheden van cinema te onderzoeken. Hiermee heeft hij verschillende andere experimentele en onafhankelijke filmmakers beïnvloed, zoals Chantal Ackerman, Jim Jarmusch en Rob Tregenza.